# Förstaradsregister
Förstaradsregister är register över folkliga visor som skett med sortering efter första raden.
För folkliga visor registreras vanligen de inledande orden som sökingång i kataloger och databaser; det vill säga visorna sorteras efter textbörjan. Motsvarande sortering av låtar efter melodibörjan kallas incipit. En stor del av de folkliga visorna saknar titel, varför en titelregistrering inte är någon särskilt användbar princip. Sökning i förstaradsregister är då en möjlighet men ingen säker väg att finna besläktade vistexter, eftersom visors i muntlig tradition ofta har många varianter på begynnelseraderna.